# Paramphinotus yunnanensis
Paramphinotus yunnanensis är en insektsart som först beskrevs av Zheng, Z. 1993.  Paramphinotus yunnanensis ingår i släktet Paramphinotus och familjen torngräshoppor. Inga underarter finns listade i Catalogue of Life.